# Subhyracodon
A Subhyracodon az emlősök (Mammalia) osztályának páratlanujjú patások (Perissodactyla) rendjébe, ezen belül az orrszarvúfélék (Rhinocerotidae) családjába tartozó fosszilis nem.

## Tudnivalók

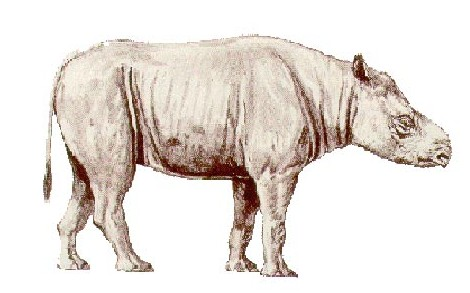
Subhyracodon rekonstrukció

A Subhyracodon szarvasmarha méretű, szarv nélküli orrszarvú volt. Az eocén végén és az oligocén korban, Dél-Dakota füvespusztáinak középméretű növényevőihez tartozott. 38,0—26,3 millió évig járt a Földön. A White River Fauna (White River állatvilág) egyik tagja volt. Az állat kisebb volt, mint az orrszarvúszerű Brontops és a Chalicotheriidae-fajok. Nemének legtöbb faja nem viselt szarvat, inkább a szaladást választották, ha ragadozó támadott rájuk. A Wind Cave Nemzeti Parkban (Wind Cave National Park) találtak egy Subhyracodon fajt, amelynek egy pár csontos kinövés volt az orrán. A korábban külön nemeknek vélt Caenopus és Aceratherium nemeket manapság a Subhyracodon szinonimáinak tekintik.

## Rendszerezés
A nembe az alábbi fajok tartoztak:
- †Subhyracodon copei
- †Subhyracodon gidleyi
- †Subhyracodon mitis
- †S. occidentalis típusfaj - szinonimái: Rhinoceros occidentalis, Subhyracodon kewi, Hyracodon quadriplicatus
- †Subhyracodon trigonodus

## Fordítás
- Ez a szócikk részben vagy egészben  a   Subhyracodon című angol Wikipédia-szócikk fordításán alapul.  Az eredeti cikk szerkesztőit annak laptörténete sorolja fel. Ez a jelzés csupán a megfogalmazás eredetét és a szerzői jogokat jelzi, nem szolgál a cikkben szereplő információk forrásmegjelöléseként.